# Bate (deusa)
Bate era uma deusa vaca na mitologia egípcia retratada como uma face humana com orelhas de vaca e chifres. Na época do Império Médio, sua identidade e os atributos foram incluídos no âmbito da deusa Hator.